# Garelli Tiesse
Il Garelli Tiesse è uno scooter prodotto dall'azienda cinese Benzhou e rimarchiato dalla casa motociclistica italiana Nuova Garelli a partire dal 2008. La commercializzazione è terminata con il fallimento dell'azienda stessa nel 2012.
Inizialmente veniva proposto con motorizzazione 2 tempi o 4 tempi, entrambe di 50 cm³; dal 2009 è stata resa disponibile anche la cilindrata di 125 cm³ a 4 tempi.